# Рагаданский флагшток
Рагада́нский флагшто́к (араб. سارية رغدان‎) — достопримечательность столицы Иордания города Аммана. Его высота составляет около 126,8 метров. Флагшток с поднятым на нём флагом Иордании размером 30×60 метров (1800 м²) виден изо всех частей Аммана на расстоянии более 15 километров. Своё название флагшток получил по своему расположению на территории одноимённого дворца — официальной резиденции короля Иордании.
Церемония открытия флагштока произошла 10 июня 2003 года, в ней принял участие король Иордании Абдалла II. На момент установки флагшток был высочайшим в мире, но уже на следующий год уступил первенство другому флагштоку, расположенному также в Иордании, но в городе Акабе. По состоянию на 2018 год флагшток занимал 7 место по высоте среди отдельно стоящих флагштоков в мире.